# 陳志忠 (籃球教練)
陳志忠（1977年3月2日—）為臺灣籃球教練、前運動員，現擔任P. LEAGUE+新竹街口攻城獅技術顧問。效力過中華職籃幸福豹以及社會甲組籃球聯賽與超級籃球聯賽的裕隆恐龍和裕隆納智捷，並曾為泰山高中籃球隊教練。

## 生平
陳志忠在國小四年級報名參加球隊但被退貨，五年級因為不死心再次參加才開始踏上籃球路，國中當初因為教練一番話沒參加球隊，但一年級暑假時球隊缺人，以湊人數心態跟著球隊練球，久了就成為球隊成員，高中去南山練了四天被退貨，後經獨招進入三重商工，職業生涯原效力中華職籃幸福豹，在職籃封館後、球隊要解散而轉往裕隆恐龍發展。

## 參賽紀錄
- 1995年 亞青杯籃球賽中華隊
- 1996年 二十二歲級亞洲籃球賽中華隊
- 1998年 FILA第二屆亞洲男子籃球明星表演賽中華隊
- 1999年 第22屆威廉瓊斯杯光華隊及第20屆亞洲籃球錦標賽中華隊
- 2000年 亞洲職籃超級聯賽（ABA）及第23屆威廉瓊斯杯中華隊
- 2001年 東亞運、第24屆威廉瓊斯杯及第21屆亞洲籃球錦標賽中華隊
- 2002年 第25屆威廉瓊斯杯及亞運中華隊
- 2003年 第26屆威廉瓊斯杯及第22屆亞洲籃球錦標賽中華隊
- 2005年 第27屆威廉瓊斯杯、東亞運及第23屆亞洲籃球錦標賽中華隊
- 2006年 第28屆威廉瓊斯杯中華隊

## 得獎紀錄
- 1995年 中、日、韓三國八強高中籃球邀請賽 MVP及大會助攻王
- 1997年 中華職籃三年明星賽三分球比賽第一名
- 2000年 日月光甲組籃球聯賽男子組MVP、最佳五人[2]
- 2001年 第24屆威廉瓊斯杯MVP
- 2003年 甲組聯賽抄截王及聯賽明星第二隊
- 2008年 超級籃球聯賽第五季第十三週最佳鬥士
- 2008年 超級籃球聯賽第五季2、3月MVP
- 2008年 超級籃球聯賽第五季年度最佳五人
- 2008年 瓊斯盃30年12大球星
- 2009年 超級籃球聯賽第六季第三週最佳鬥士
- 2009年 超級籃球聯賽第六季年度最佳五人
- 2010年 超級籃球聯賽第七季第八週最佳鬥士
- 2010年 超級籃球聯賽第七季總冠軍賽MVP
- 2010年 超級籃球聯賽第七季年度最佳第6人
- 2010年 超級籃球聯賽第七季年度第一隊
- 2011年 超級籃球聯賽第八季年度第一隊

## 外部連結
- 陳志忠在fiba.basketball（英语）
- 陳志忠在fiba.basketball（英语）
- 陳志忠在fiba.basketball（英语）
- 陳志忠在archive.fiba.com（存檔）（英语）
- 陳志忠在archive.fiba.com（存檔）（英语）
- 陳志忠在archive.fiba.com（存檔）（英语）
- 陳志忠在Eurobasket.com（球員）（英语）